# Etan Patz försvinnande
Etan Kalil Patz, född 9 oktober 1972, död 25 maj 1979, var en amerikansk pojke som försvann på väg till sin skolbusshållplats i SoHo-området på Lower Manhattan. Hans försvinnande hjälpte till att starta försvunna barn-rörelsen, som inkluderade ny lagstiftning och nya metoder för att spåra försvunna barn. Flera år efter att han försvann var Patz ett av de första barnen som profilerades i kampanjen Missing-children milk carton i början av 1980-talet. 1983 utsåg president Ronald Reagan den 25 maj - årsdagen för Etans försvinnande - till National Missing Children's Day i USA.
Årtionden senare kom det fram att Patz hade bortförts och mördats samma dag som han försvann. År 2012 undersökte FBI källaren på den påstådda brottsplatsen nära Patz bostad men upptäckte inga nya bevis. Pedro Hernandez, en misstänkt som erkände, anklagades och åtalades senare samma år på anklagelser om mord av andra graden och första gradens kidnappning. År 2014 gick ärendet igenom en serie utfrågningar för att avgöra om Hernandez uttalanden innan han fick Mirandavarningen var lagligt tillåtna vid rättegången. Hans rättegång började i januari 2015 och höll på ända till maj samma år. Förhandlingen började den 19 oktober 2016 och avslutades den 14 februari 2017, efter nio dagars överläggningar, när juryn fann Hernandez skyldig till mord och kidnappning. Hernandez dömdes till livstids fängelse den 18 april 2017. Hernandez kommer inte att vara berättigad till villkorlig frigivning på 25 år.

## Försvinnande
På morgonen den 25 maj 1979 lämnade Etan sin bostad på Prince Street 113 i SoHo för att första gången ensam gå två kvarter för att åka med skolbussen. Han hade på sig en svart pilotkeps med texten "Future Flight Captain", en blå corduroyjacka, blåjeans och blå sneakers med självlysande skosnören. Patz kom aldrig fram till bussen.
I skolan märkte Etans lärare hans frånvaro men rapporterade inte det till rektorn. När Etan inte återvände hem efter skolan ringde hans mamma Julie polisen. Till en början ansåg detektiver att Patz föräldrar var möjliga misstänkta men bestämde sig snabbt för att de inte hade någon inblandning. En intensiv sökning började samma kväll med nästan 100 poliser och en patrull av blodhundar. Sökningen fortsatte i flera veckor. Grannar och poliser sökte igenom staden och placerade affischer för saknade barn med Etans porträtt, men det resulterade i få ledtrådar.
Etans far Stanley var en professionell fotograf och hade en samling fotografier som han hade tagit på sin son. Hans bilder på Etan trycktes på otaliga affischer och mjölkkartonger. De projicerades också på skärmar på Times Square.

## Anklagelser mot Jose Ramos
USA:s federala åklagare Stuart R. GraBois mottog ärendet 1985 och identifierade Jose Antonio Ramos, som varit dömd för sexuella övergrepp mot barn, och tidigare varit vän med Etans tidigare barnvakter, som den främsta misstänkta. 1982 hade flera pojkar anklagat Ramos för att försöka locka dem till en dagvattenbrunn i området där Ramos bodde. När polisen sökte i avloppsröret hittade de fotografier av Ramos och unga pojkar som liknade Etan. GraBois fick så småningom reda på att Ramos hade varit i förvar i Pennsylvania i samband med ett oberoende fall av barnmisshandel. 1990 ersattes GraBois som biträdande statsadvokat i Pennsylvania för att hjälpa till att lagföra ett mål mot Ramos för sexuella övergrepp mot barn och för att få ytterligare information om Etans fall. När Ramos först utfrågades av GraBois uppgav han att han dagen för Etan försvann hade tagit en ung pojke tillbaka till sin lägenhet för att våldta honom. Ramos sa att han var "90 procent säker" på att det var pojken som han senare såg på tv. Ramos använde dock inte Etans namn. Han hävdade också att han hade "satt pojken på en tunnelbana". 
1991, medan Ramos fängslades, berättade en angivare till GraBois och FBI-agenten Mary Galligan att Ramos hade sagt till honom att han visste vad som hade hänt med Etan. Ramos ritade till och med en karta över Etans skolbusslinje, vilket indikerade att han visste att Etans busshållplats var den tredje på rutten. I ett specialinslag om försvunna barn rapporterade New York Post den 21 oktober 1999 att Ramos var den främsta misstänkta för Etans försvinnande. Ramos hade varit känd av familjen Patz, och var den främsta misstänkta hela tiden, men i början av 1980-talet kunde myndigheterna inte åtala Ramos. 
Etans kropp hittades aldrig; han förklarades död 2001. Stan och Julie Patz förföljde och vann ett civilrättsligt mål mot Ramos 2004.  De tilldelades en symbolisk summa på 2 miljoner dollar, som de aldrig löst in. Ramos har aldrig åtalats straffrättsligt för mordet på Etan. Varje år, på Etans födelsedag och årsdagen för hans försvinnande, skickade Stan Patz en kopia av sin sons affisch till Ramos. På baksidan skrev han samma meddelande: "What did you do to my little boy?"
Ramos har förnekat att han dödade Etan. Ramos avtjänade en 20-årig fängelsestraff i State Correctional Institution i Dallas, Pennsylvania, för barnmisshandel. Han släpptes ur fängelset den 7 november 2012.

## Återöppnat fall
Advokaten Cyrus Vance, Jr., återupptog officiellt ärendet den 25 maj 2010. Den 19 april 2012 började Federal Bureau of Investigation (FBI) och New York City Police Department (NYPD) utredare utreda källaren på 127-B Prince Street, nära Patz hem. Denna bostad hade nyligen renoverats strax efter Etans försvinnande 1979 och källaren hade varit en hantverksverkstad och förvaringsutrymme. Efter fyra dagars sökning meddelade utredarna att det inte fanns något ”avgörande” som hittats.

### Erkännande
Den 24 maj 2012 meddelade polischefen i New York, Raymond Kelly, att en man med vetskap om Etans försvinnande satt i förvar. Enligt The New York Times identifierades mannen som 51-årige Pedro Hernandez från Maple Shade, New Jersey, och sa att han hade erkänt att ha strypt barnet. Enligt boken från 2009 om fallet, After Etan, hade Etan med sig en dollar för att köpa en läsk att dricka med sin lunch. Vid tidpunkten för Etans försvinnande arbetade Hernandez, då 18 år, i en närbutik i området. Hernandez sa att han senare kastade Etans kvarlevor i soporna.  Hernandez anklagades för andra gradens mord. Enligt en New York Times- rapport från den 25 maj 2012 hade polisen vid den tiden inga fysiska bevis för att bekräfta hans bekännelse.

### Bekräftande bevis
2012 kontaktade Jose Lopez från New Jersey utredare, då han trodde att Hernandez, som var hans svåger, faktiskt var ansvarig för Etans försvinnande. Uttalanden av Hernandez syster, Nina Hernandez, och Tomas Rivera, ledare för en karismatisk kristendomsgrupp vid St. Anthony of Padua, en romersk-katolsk kyrka i Camden, New Jersey, visade att Hernandez kan ha offentligt erkänt i närvaro av andra församlingsbarn i tidigt på 1980-talet att han mördat Etan. Enligt Hernandez syster var det en "öppen familjehemlighet som han hade erkänt i kyrkan." En jury i New York anklagade Hernandez den 14 november 2012 på anklagelser om andra gradens mord och första gradens kidnappning. Hans advokat har sagt att Hernandez diagnostiserades med schizotyp störning, som inkluderar hallucinationer. Advokaten har också sagt att hans klient har en låg intelligenskvot (IQ) på cirka 70, "vid gränsen till intellektuell funktionsnedsättning."
Den 18 april 2017 dömdes Hernandez till livstids fängelse med möjlighet till villkorlig frigivning efter att ha avtjänat minst 25 år.

## Efterspel
1983 utsågs 25-årsdagen av Etan Patz försvinnande till National Missing Children's Day i USA. 2001 spreds hyllningen över hela världen.
International Center for Missing & Exploited Children (ICMEC) samordnar kampanjen "Help Bring Them Home" i 22 länder i samband med International Missing Children's Day. 